# Pierre André
Pierre André var en dansk restaurant i  Ny Østergade i København. Den havde i ni år en stjerne i Michelinguiden. Den eksisterede fra 1996 til 2012 og var ejet af ægteparret Sussi og Philippe Houdet.

## Historie
På adressen Ny Østergade 21 i Indre By åbnede det franske ægtepar Sussi og Philippe Houdet i 1996 en restaurant, som de opkaldte efter deres to sønner, Pierre og André. Madstilen var det franske køkken.
Allerede året efter åbningen blev den tildelt én stjerne i Michelinguiden. Den beholdt den til foråret 2006, hvor guiden ikke længere bedømte maden til en stjerne. Blandt de mange kokke, som er blevet udlært i Philippe Houdets køkken, er René Redzepi.
I 2009 blev Pierre André relanceret som en gourmet-bistro. Efter 16 år i spidsen for Pierre André lukkede ægteparret den 15. marts 2012. Lokalerne overtog kok Rasmus Oubæk, mens Philippe Houdet 14 dage efter startede som køkkenchef på Café Victor.